# 2. Deutsche Volleyball-Bundesliga 2024/25 (Frauen)
Die Saison 2024/25 der 2. Volleyball-Bundesliga der Frauen war die neunundvierzigste Ausgabe dieses Wettbewerbs. Sie begann im September 2024 und endete am 26. April 2025.
Seit 2023 ist die „2. Bundesliga Pro“ die zweithöchste Staffel; die „2. Bundesliga Nord“ und die „2. Bundesliga Süd“ sind die dritthöchsten Staffeln des deutschen Ligasystems im Frauenvolleyball.

## 2. Bundesliga Pro
In dieser Saison spielten folgende 14 Mannschaften in der 2. Bundesliga Pro:
- BBSC Berlin
- Skurios Volleys Borken
- TV Dingolfing
- VCO Dresden
- Allbau Volleys Essen
- Binder Blaubären TSV Flacht
- SSC Freisen
- ESA Grimma Volleys
- ETV Hamburg
- DSHS SnowTrex Köln
- Bayer Leverkusen
- VfL Oythe
- NawaRo Straubing
- Rote Raben Vilsbiburg

Vorjahres-Meister und Aufsteiger in die 1. Bundesliga war Schwarz-Weiss Erfurt. Aus der 1. Bundesliga kamen die Roten Raben Vilsbiburg. Die Wildcats Stralsund zogen sich in die 2. Bundesliga Nord zurück. Aus der 2. Bundesliga Nord kamen der VfL Oythe und der BBSC Berlin.

## 2. Bundesliga Nord
Meister wurde SCU Emlichheim. Absteigen mussten Blau-Weiß Dingden und Energie Cottbus.

### Mannschaften
In dieser Saison spielten folgende 13 Mannschaften in der 2. Bundesliga Nord der Frauen:
- VC Olympia Berlin
- SSF Bonn
- SV Energie Cottbus
- SV Blau-Weiß Dingden
- SCU Emlichheim
- MTV 48 Hildesheim
- TV Hörde
- USC Münster II
- BSV Ostbevern
- SC Potsdam II
- Schweriner SC II
- RC Sorpesee
- Stralsunder Wildcats

Vorjahres-Meister der Saison 2023/24 wurde der VfL Oythe, der ebenso wie der Drittplatzierte BBSC Berlin in die 2. Bundesliga Pro hochrückte. Absteiger gab es keine. Aus der 2. Bundesliga Pro kamen die Stralsunder Wildcats. Aus der Dritten Liga West kamen der SSF Bonn und der TV Hörde. Der VC Olympia Berlin spielte weiterhin mit Sonderspielrecht. Der VC Olympia Münster (ebenfalls mit Sonderspielrecht) spielte nun in der Dritten Liga West.

### Tabelle
Ab der Saison 2013/14 gilt für den Spielbetrieb des DVV eine neue Punkteregel: Für einen 3:0- oder einen 3:1-Sieg gibt es drei Punkte, für einen 3:2-Sieg zwei Punkte, für eine 2:3-Niederlage einen Punkt und für eine 1:3- oder 0:3-Niederlage keinen Punkt. Bei Punktgleichheit entscheidet zunächst die Anzahl der gewonnenen Spiele, dann der Satzquotient (Divisionsverfahren) und schließlich der Ballpunktquotient (Divisionsverfahren).
|                       | Verein                   | Anz. Spiele | Punkte | Gew. Spiele | Sätze | Bälle     |
| --------------------- | ------------------------ | ----------- | ------ | ----------- | ----- | --------- |
| 1.                    | SCU Emlichheim           | 24          | 72     | 24          | 72:5  | 1905:1328 |
| 2.                    | USC Münster II           | 24          | 55     | 18          | 59:26 | 1943:1616 |
| 3.                    | Stralsunder Wildcats (A) | 24          | 52     | 18          | 59:31 | 2088:1829 |
| 4.                    | RC Sorpesee              | 24          | 43     | 15          | 54:42 | 2097:2022 |
| 5.                    | MTV 48 Hildesheim        | 24          | 42     | 15          | 51:43 | 2114:2020 |
| 6.                    | TV Hörde (N)             | 24          | 41     | 13          | 47:41 | 1955:1936 |
| 7.                    | Schweriner SC II         | 24          | 37     | 13          | 49:47 | 2027:1998 |
| 8.                    | BSV Ostbevern            | 24          | 31     | 9           | 42:51 | 1938:2027 |
| 9.                    | SSF Bonn (N)             | 24          | 30     | 9           | 40:55 | 2018:2094 |
| 10.                   | SC Potsdam II            | 24          | 23     | 9           | 33:56 | 1834:2035 |
| 11.                   | SV Blau-Weiß Dingden     | 24          | 23     | 7           | 38:57 | 2007:2139 |
| 12.                   | VCO Berlin (S)           | 24          | 13     | 4           | 25:62 | 1670:2099 |
| 13.                   | SV Energie Cottbus       | 24          | 6      | 2           | 14:67 | 1535:1988 |
| Stand: 26. April 2025 |                          |             |        |             |       |           |

|     | Aufsteiger in die 2. Bundesliga Pro   |
|     | Absteiger in die 3. Liga bzw. Rückzug |
| (A) | Rückzügler                            |
| (N) | Aufsteiger                            |
| (S) | Sonderspielrecht                      |

## 2. Bundesliga Süd
Meister wurde der TV Planegg-Krailling.

### Mannschaften
In dieser Saison spielten folgende 13 Mannschaften in der 2. Bundesliga Süd der Frauen:
- TV Suspa Altdorf
- proWIN Volleys TV Holz
- SV Karlsruhe-Beiertheim
- SV Lohhof
- Neuseenland-Volleys Markkleeberg
- TSV TB München
- DJK Sportbund München-Ost
- TV Planegg-Krailling
- TG Bad Soden
- Sparda BSP Stuttgart
- TSV Unterhaching
- TV 05 Waldgirmes
- VC Wiesbaden II

Vorjahres-Meister der Saison 2023/24 wurden die Rote Raben Vilsbiburg II, die sich allerdings wie die Barock Volleys MTV Ludwigsburg zurückzogen. Aus der Dritten Liga kamen der TV 05 Waldgirmes (Süd) und die Neuseenland-Volleys Markkleeberg (Ost). Sparda BSP Stuttgart spielte mit einem Sonderspielrecht.

### Tabelle
Seit der Saison 2013/14 gilt für den Spielbetrieb des DVV eine neue Punkteregel: Für einen 3:0- oder einen 3:1-Sieg gibt es drei Punkte, für einen 3:2-Sieg zwei Punkte, für eine 2:3-Niederlage einen Punkt und für eine 1:3- oder 0:3-Niederlage keinen Punkt. Bei Punktgleichheit entscheidet zunächst die Anzahl der gewonnenen Spiele, dann der Satzquotient (Divisionsverfahren) und schließlich der Ballpunktquotient (Divisionsverfahren).
|                       | Verein                               | Anz. Spiele | Punkte | Gew. Spiele | Sätze | Bälle     |
| --------------------- | ------------------------------------ | ----------- | ------ | ----------- | ----- | --------- |
| 1.                    | TV Planegg-Krailling                 | 24          | 65     | 22          | 69:15 | 2031:1590 |
| 2.                    | TV 05 Waldgirmes (N)                 | 24          | 50     | 17          | 60:32 | 2104:1940 |
| 3.                    | VC Wiesbaden II                      | 24          | 46     | 15          | 57:41 | 2173:1971 |
| 4.                    | Neuseenland-Volleys Markkleeberg (N) | 24          | 41     | 14          | 53:41 | 2105:2001 |
| 5.                    | TV Suspa Altdorf                     | 24          | 41     | 14          | 50:40 | 2015:1987 |
| 6.                    | SV Lohhof                            | 24          | 41     | 13          | 51:44 | 2104:2011 |
| 7.                    | TSV Unterhaching                     | 24          | 40     | 14          | 51:43 | 2069:1957 |
| 8.                    | proWIN Volleys TV Holz               | 24          | 34     | 11          | 41:48 | 1896:1948 |
| 9.                    | TG Bad Soden                         | 24          | 31     | 10          | 44:53 | 2024:2109 |
| 10.                   | SV Karlsruhe-Beiertheim              | 24          | 29     | 10          | 39:52 | 1965:2049 |
| 11.                   | Sparda BSP Stuttgart (S)             | 24          | 29     | 9           | 39:54 | 1895:2050 |
| 12.                   | TSV TB München                       | 24          | 21     | 7           | 34:56 | 1893:2039 |
| 13.                   | DJK Sportbund München-Ost            | 24          | 0      | 0           | 3:72  | 1250:1872 |
| Stand: 26. April 2025 |                                      |             |        |             |       |           |

|     | Aufsteiger in die 2. Bundesliga Pro |
| (M) | Meister der Vorjahressaison         |
| (N) | Aufsteiger                          |
| (S) | Sonderspielrecht                    |